# Palja
Palja (izvirno srbsko Паља) je naselje v Srbiji, ki upravno spada pod Občino Surdulica; slednja pa je del Pčinjskega upravnega okraja.

## Demografija
V naselju, katerega izvirno (srbsko-cirilično) ime je Паља, živi 18 polnoletnih prebivalcev, pri čemer je njihova povprečna starost 69,5 let (73,7 pri moških in 67,9 pri ženskah). Naselje ima 12 gospodinjstev, pri čemer je povprečno število članov na gospodinjstvo 1,50.
To naselje je v glavnem bolgarsko (glede na popis iz leta 2002).
|  |

| Demografija | Demografija     | Demografija     |
| Leto        | Št. prebivalcev | Št. prebivalcev |
| ----------- | --------------- | --------------- |
|             |                 |                 |
|             |                 |                 |
|             |                 |                 |
|             |                 |                 |
| 1948        | 378             |                 |
| 1953        | 406             |                 |
| 1961        | 385             |                 |
| 1971        | 285             |                 |
| 1981        | 112             |                 |
| 1991        | 65              | 65              |
| 2002        | 18              | 18              |
|             |                 |                 |

| Etnična sestava po popisu iz leta 2002 | Etnična sestava po popisu iz leta 2002 | Etnična sestava po popisu iz leta 2002 | Etnična sestava po popisu iz leta 2002 | Etnična sestava po popisu iz leta 2002 |
| -------------------------------------- | -------------------------------------- | -------------------------------------- | -------------------------------------- | -------------------------------------- |
| Bolgari                                | Bolgari                                |                                        | 16                                     | 88,88%                                 |
| Srbi                                   | Srbi                                   |                                        | 2                                      | 11,11%                                 |
| Neznano                                | Neznano                                |                                        | 0                                      | 0,0%                                   |